# Pirámide estratificada
La pirámide estratificada (en árabe: il-haram il-midawwar, الهرم المدور), también conocida como pirámide de Jaba, es una pirámide escalonada en ruinas que se construyó durante la Dinastía III de Egipto (2686-2613 a. C.) y está ubicada en la necrópolis de Zawyet el-Aryan, cerca de El Cairo (Egipto). No se sabe con certeza quién ordenó su construcción, aunque se atribuye al faraón Jaba. La arquitectura de la estructura es muy similar a la del complejo funerario de Sejemjet y por ello se puede datar con total seguridad en la época de la dinastía III.
La pirámide fue excavada a principios del siglo XX por dos equipos diferentes que ofrecieron datos contradictorios sobre el tamaño de la estructura y el número de cámaras subterráneas. Las excavaciones no hallaron objetos arqueológicos de valor, ni tampoco restos de ningún enterramiento real, por lo que no está claro si la pirámide se usó para enterrar a un faraón o simplemente fue abandonada después de la muerte prematura del soberano.
En el momento de su construcción la pirámide estaba rodeada de una necrópolis compuesta por numerosas mastabas pertenecientes a altos funcionarios de la dinastía III. En el lado este de la pirámide se levantó un templo mortuorio y a varios cientos de metros de distancia debió existir un templo del valle. En la actualidad, la pirámide se encuentra dentro de una zona militar de acceso restringido, lo que ha impedido prospecciones arqueológicas en tiempos recientes. 

## Historia de las investigaciones
La pirámide estratificada fue examinada y sus alrededores explorados en 1839 por el ingeniero y egiptólogo británico John Shae Perring. Poco después, en 1848, la pirámide fue identificada como tal por el egiptólogo y lingüista prusiano Karl Richard Lepsius, que la incluyó en el número XIV de su pionera lista de pirámides. Casi cuatro décadas después, en 1886, el egiptólogo francés Gaston Maspero buscó sin éxito la entrada a los pasajes subterráneos de la pirámide, la cual fue localizada por el arqueólogo Jacques de Morgan en 1896. Este último llevó a cabo excavaciones en la pirámide, pero se detuvo cuando tan solo había despejado los primeros escalones de la escalera de descenso.
En 1900 el egiptólogo italiano Alessandro Barsanti realizó nuevas investigaciones en el lugar, gracias a las cuales descubrió el conducto de descenso vertical que lleva a la cámara sepulcral. Barsanti, viendo que varios corredores y cámaras parecían inacabados y estaban vacíos, consideró que la pirámide nunca se había usado. Poco después, entre 1910 y 1911, los arqueólogos estadounidenses George Andrew Reisner y Clarence S. Fisher también trabajaron en el yacimiento, excavando los exteriores norte y este de la pirámide, así como el cementerio que la rodea. Las dimensiones de la estructura estimadas por Barsanti, Reisner y Fisher difieren notablemente, e incluso el número de cámaras subterráneas que contabilizaron también es distinto. Desde 1970 la pirámide queda dentro de una zona militar de acceso restringido y por ello no se ha podido emprender ninguna campaña arqueológica posterior al trabajo superficial de Reisner y Fisher, razón por la cual no se sabe con exactitud qué hay debajo de la pirámide estratificada. Además, el exterior de la estructura escalonada está muy deteriorado y parcialmente cubierto de arena, lo que impide hacer estimaciones precisas de sus dimensiones.

## Descripción

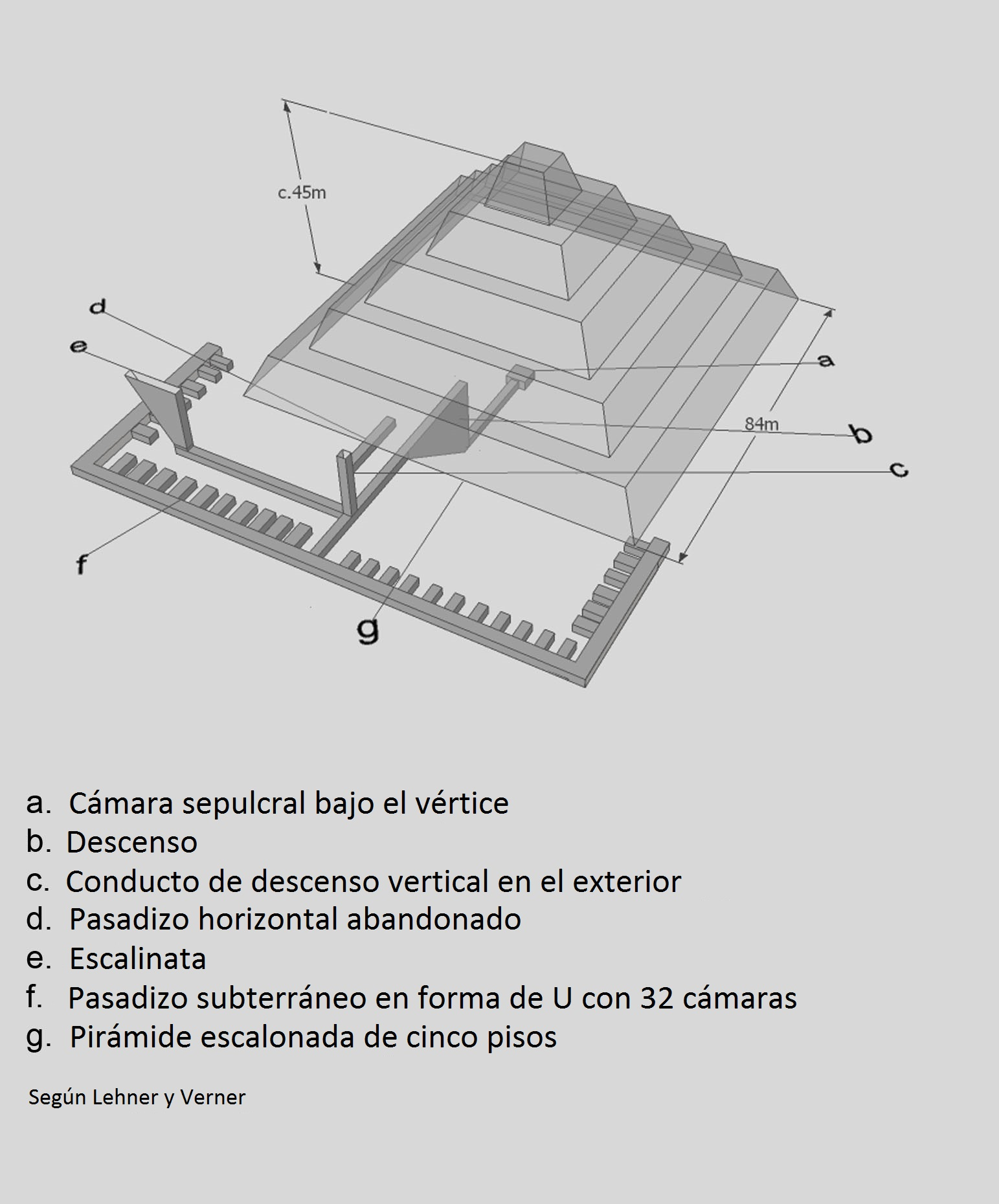
Plano de la Pirámide Estratificada

La pirámide estratificada está muy cercana a la necrópolis de Zawyet el-Aryan, 8 km al suroeste de Guiza y 7 km al norte de Saqqara. La estructura principal se levanta sobre una loma justo por encima de la llanura aluvial del río Nilo.

### Superestructura
La pirámide tiene una base cuadrada de 84 m de lado, dimensiones algo inferiores a las de las pirámides escalonadas de Zoser y Sejemjet. Basándose en las dimensiones de la pirámide escalonada de Zoser, el arqueólogo francés Jean-Philippe Lauer estimó que la Pirámide estratificada estaba destinada a contar con cinco escalones y podría haberse elevado hasta los 42 o 45 metros de altura. En la actualidad solo se aprecian dos escalones y su altura es de 17 m. El estado ruinoso de la estructura permite ver su núcleo, que es un montículo formado por bloques irregulares y cascajos extraídos de la zona. Este núcleo está rodeado de un murete de 2,6 m de espesor hecho de la misma piedra y que a su vez queda envuelto por catorce capas de ladrillos de barro unidos con mortero de arcilla, también de 2,6 m de anchura, colocados casi en vertical con un ángulo de inclinación de 68°.
Si la pirámide llegó a terminarse o no, es motivo de discrepancia entre los estudiosos. El egiptólogo Rainer Stadelmann cree que la estructura sí se terminó, pero otros, como Miroslav Verner, piensan que se dejó inacabada debido a la muerte prematura del faraón. El hecho es que no hay restos del revestimiento pétreo exterior que solían tener las pirámides, algo que apoya la idea de que nunca se terminó. En la base de la pirámide se hallaron ladrillos de barro que no pertenecen a su estructura y se han interpretado como restos de una rampa de construcción.

### Subestructura

Sección de la pirámide, donde se muestran las estructuras subterráneas

La disposición de las estructuras subterráneas de la pirámide es muy similar a la del complejo funerario de Sejemjet. Por ello el egiptólogo estadounidense Mark Lehner y otros han sugerido que ambas pirámides debieron construirse en la misma época.
La entrada al complejo subterráneo está ubicada en la cara este, una disposición que no se volvería a repetir hasta la construcción de la pirámide de Sesostris II, casi mil años después. Los egiptólogos Vito Maraglioglio y Celeste Rinaldi propusieron que esta peculiaridad fue elegida por los arquitectos egipcios con la finalidad de dejar libre la cara norte de la pirámide para levantar allí un templo. Aidan Dodson demostró sin embargo que en esta disposición la rampa de construcción habría «incidido en la edificación de un templo en la cara norte de forma todavía más perjudicial». En su lugar, opina que esta atípica entrada en el lado este es el resultado del deseo de los arquitectos de permitir un acceso sencillo a las cámaras de almacenamiento de la pirámide, ubicadas inmediatamente debajo de esta entrada oriental.
El acceso conduce inmediatamente a una empinada escalera de 36 m y luego hacia abajo a un corredor que se dirige al oeste. Este corredor termina en un conducto vertical recto, en cuya parte superior comienza el denominado corredor superior, un pasaje inacabado que se dirige al sur, hacia el interior de la pirámide. En el fondo del conducto vertical hay un cruce en forma de T. Hacia la izquierda, este cruce lleva al sur al corredor inferior, a mitad del cual hay una estrecha escalera, tanto que un sarcófago apenas pasaría, y al final del mismo se abre la cámara sepulcral del faraón. En la zona de la escalera, Barsanti dibujó otra galería que se dirigía sobre la cámara funeraria, pero esta no aparece en los dibujos realizados por Reisner y Fisher. Hacia la derecha del cruce en forma de T está el sistema de galerías en forma de U, que visto en planta tiene forma de peine porque da acceso a una hilera de 32 cámaras, posiblemente para almacenar el ajuar funerario. La galería que encontraron los arqueólogos estaba «limpia y vacía, tal y como debieron dejarla los obreros».
La cámara funeraria está situada a 26 m bajo tierra, tiene una planta casi cuadrada de 3,63 m × 2,65 m y un techo de 3 m de altura. No se encontraron en su interior restos de ningún sarcófago, lo que unido a la galería y las cámaras completamente vacías hace pensar en una prematura muerte del faraón.

## Complejo funerario y necrópolis

### Complejo funerario
Curiosamente, el complejo funerario de la pirámide estratificada no conserva restos de un muro perimetral, algo que estaba presente en todos los recintos piramidales del Antiguo Egipto. Esto podría deberse a que sus piedras fueran retiradas a lo largo del tiempo o simplemente es que ese muro nunca se levantó porque debía ser de las últimas partes en construirse. En el lado oriental de la pirámide, los fragmentos de unos muros de ladrillo pueden indicar la existencia de un templo mortuorio, pero los restos arqueológicos son tan precarios que en la actualidad es imposible hacer una reconstrucción. Lo mismo sucede con las ruinas de un edificio ubicado a varios cientos de metros de la pirámide, y que podría tratarse del templo del valle. Si esos restos son de un templo del valle, su orientación este–oeste sería única entre todos los complejos piramidales egipcios.

### Necrópolis
La pirámide estratificada está rodeada por un total de cinco cementerios que datan de las dinastías I, II, III, XVIII y el período romano. De todos ellos, solo el de la dinastía III contiene grandes tumbas y cuatro de ellas son mastabas construidas de ladrillo. Reisner y Fisher observaron que esto es lo que se espera encontrar junto a la pirámide de un faraón, grandes enterramientos correspondientes a la familia real y los oficiales de la corte. En particular, doscientos metros al norte de la pirámide hay una gran mastaba, hoy conocida como Mastaba Z500, en la cual se encontraron ocho cuencos de mármol que tienen inscritos el serej del faraón Jaba. Por tanto, Reisner y Fisher llegaron a la conclusión de que «si las mastabas pertenecieron a gente relacionada con el faraón que construyó la pirámide, es probable que el nombre de ese soberano fuera Jaba».

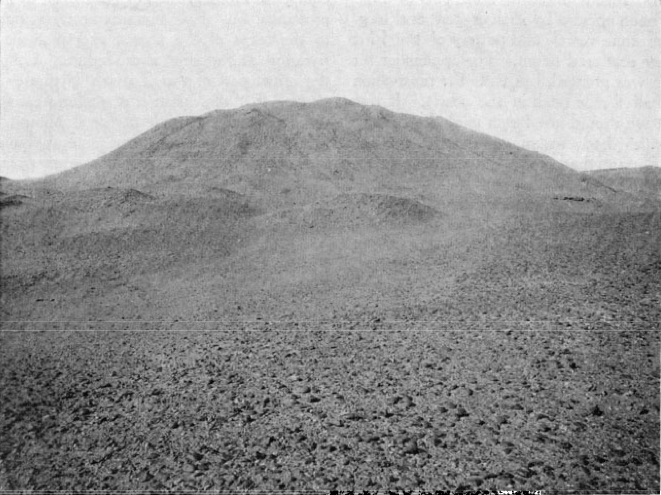
La pirámide vista desde el este, justo antes de las excavaciones de Reisner y Fisher en 1910-1911
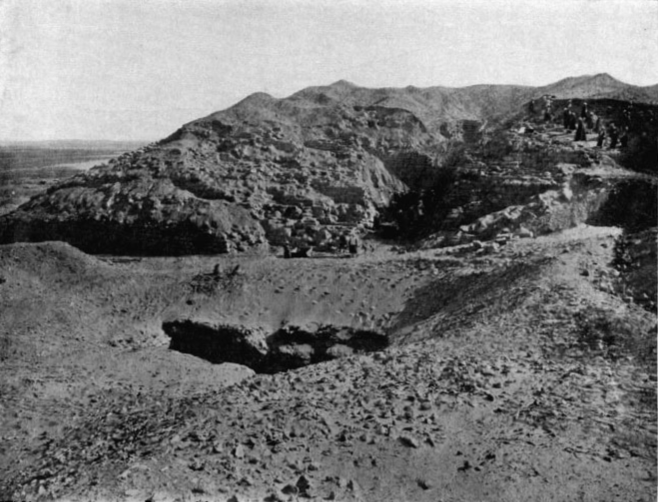
Cara norte de la pirámide, 1910
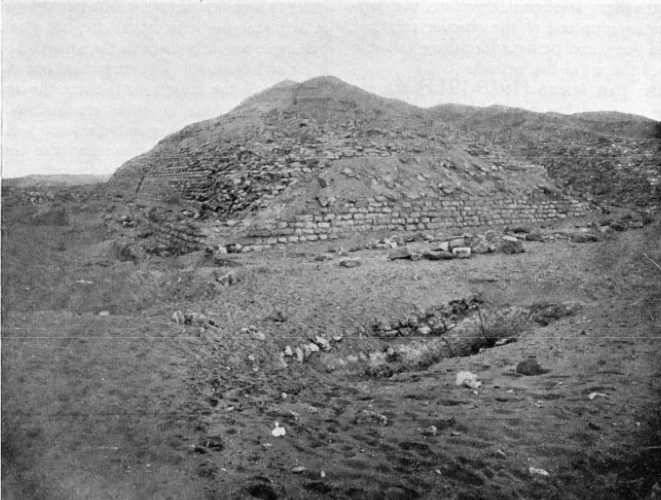
Muros de ladrillo de la pirámide estratificada, 1910
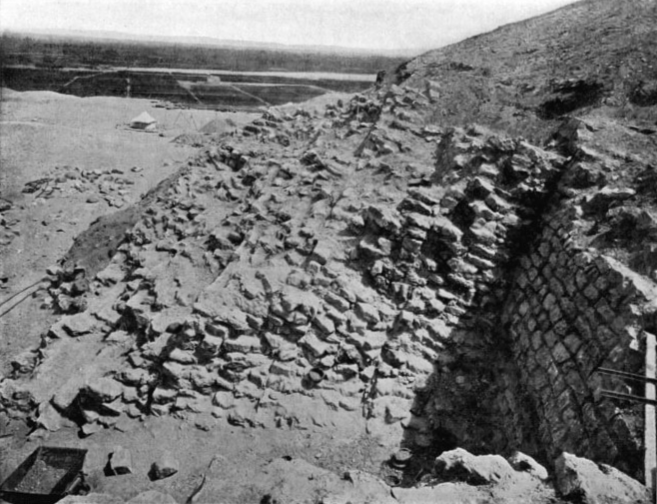
Paredes de ladrillo casi verticales, 1910

## Datación y atribución

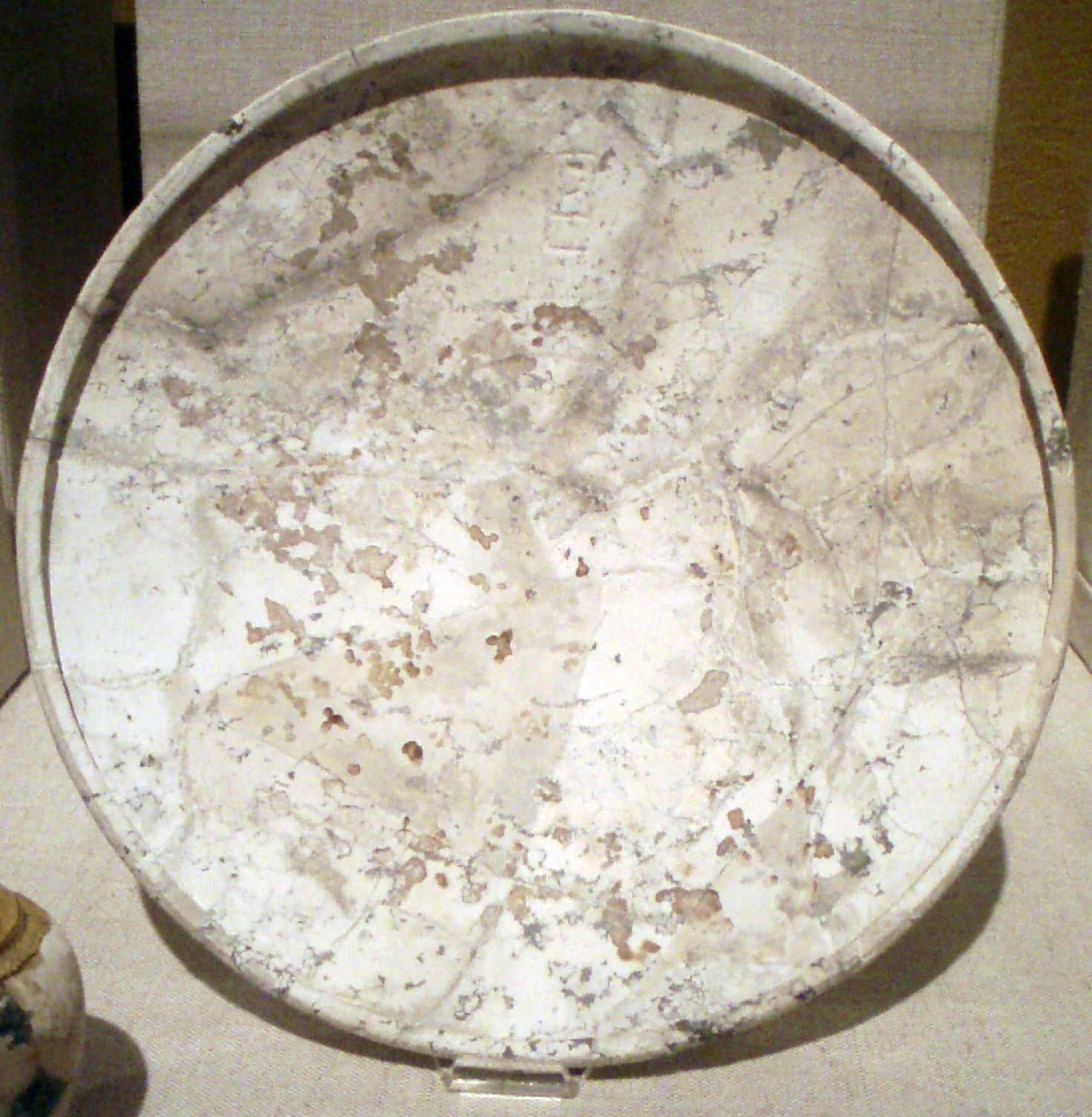
Cuenco de dolomita inscrito con el serej del faraón Jaba, hallado en la Mastaba Z500

La arquitectura de la pirámide estratificada permite fecharla con seguridad entre los reinados del los faraones Sejemjet y Seneferu, iniciador de la dinastía IV. Rainer Stadelmann, Miroslav Verner y Jean-Philippe Lauer comparan su configuración con la de otras pirámides escalonadas como las de Zoser y Sejemjet y coinciden en suponer que tuvo en origen cinco cuerpos de altura, al igual que sus contemporáneas. La pirámide estratificada aúna en un mismo lugar los complejos desarrollos de su estructura subterránea con la sencillez de los métodos de construcción empleados en la superestructura. Según estos egiptólogos, esta pirámide es una versión claramente avanzada de la pirámide enterrada de Sejemjet.
El problema sin resolver de la pirámide estratificada es la cuestión de quién la construyó. Varios estudiosos sostienen que fue probablemente el faraón Jaba de la dinastía III, conclusión que se basa en el hallazgo de los cuencos y vasos de mármol con su serej en la Mastaba Z500, ubicada justo al norte de la pirámide. Rainer Stadelmann va más allá e identifica a Jaba con el faraón Huny, último soberano de la dinastía III. Esta hipótesis se fundamenta en su lectura del Canon Real de Turín, una lista de faraones recopilada al final de la época ramésida, alrededor del 1300 a. C., es decir, unos 1400 años después del reinado de Huny. El Canon de Turín le otorga a Huny un reinado largo de 24 años, un tiempo que según Stadelmann es más que suficiente para erigir una obra como la pirámide estratificada. También argumenta que los monumentos reales de las tres primeras dinastías egipcias presentan el nombre de Horus de los faraones en un serej y únicamente después se registraba el nombre con el que reinaban o el que tenían de nacimiento. Así, el serej de Jaba podría ser en realidad el nombre de reinado de Huny y la pirámide estratificada sería su tumba. Esta conclusión no es compartida por muchos egiptólogos, que piensan que en realidad Huny es el constructor de la pirámide de Meidum, señalan que la pirámide estratificada está sin acabar e identifican a Jaba con el faraón Hudjefa II mencionado en el Canon Real de Turín.